# Nikolaj Andreevič Išutin
Nikolaj Andreevič Išutin, in russo Николай Андреевич Ишутин? (Serdobsk, 15 aprile 1840 – Novaja Kara, 17 gennaio 1879), è stato un rivoluzionario russo.

## Biografia
Figlio di un mercante e di una nobile, rimase orfano a due anni e fu allevato a Kostroma dallo zio materno, padre di quel Dimitrij Karakozov che diventerà noto per il suo attentato allo zar Alessandro II. Studiò nel ginnasio di Penza e nel 1863 si trasferì a Mosca per frequentarvi l'Università. Ammiratore di Černyševskij, dall'ambiente studentesco, dove forse conobbe Slepcov, fu indirizzato ad aderire a Zemlja i Volja, abbandonando gli studi per dedicarsi interamente alla cospirazione rivoluzionaria.
Il suo gruppo era composto soprattutto da studenti che avevano lasciato le scuole, convinti che il loro percorso di vita borghese li avrebbe allontanati dai reali valori della vita: Čerkezov, Ermolov, Jurasov, Malikov, Stranden, Zagibalov, era «gente che rinunciava a tutte le gioie di questa vita per consacrarsi alla causa della liberazione del popolo».
La società segreta, formata nel 1865, fu chiamata Organizzazione. Seguendo le indicazioni date da Černyševskij nel Che fare?, il gruppo di Išutin si dedicò a creare cooperative di lavoro. A Mosca fu aperta una cooperativa di legatoria e una di sartoria: era un modo per procurarsi da vivere e di vivere «come viveva il popolo» e a contatto con esso. Malikov, con Išutin, cercò di coinvolgere degli operai di una vetreria di Zisdrinsk, nella provincia di Kaluga, nel progetto di una cooperativa, e finì per essere arrestato e confinato. Il tentativo di creare a Mosca una cassa operaia di mutuo soccorso fallì; si riuscì invece a fondare una piccola scuola per ragazzi, con lo scopo di farne dei rivoluzionari. Si progettarono anche furti e rapine per finanziarsi, e uno dei suoi membri, Viktor Fedoseev, pensò persino di avvelenare il padre, un nobile proprietario, per devolvere l'eredità all'organizzazione.
Il gruppo di Išutin era convinto che non fosse lontana una rivolta generale dei contadini, e che ogni riforma, dall'emancipazione dei contadini all'eventuale introduzione di una costituzione, avesse soltanto lo scopo di ritardare la rivoluzione e d'introdurre in Russia «le forme di vita occidentali». In tale evenienza, «in Russia il popolo starà cento volte peggio» - sosteneva Išutin - e lo sviluppo dell'industria e del commercio avrebbe incrementato il numero dei proletari e con essi il pauperismo.

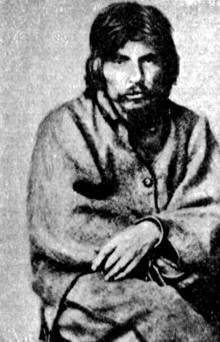
Išutin detenuto

All'interno dell'Organizzazione fu costituito all'inizio del 1866 un nucleo formato da elementi più decisi e sperimentati, chiamato Inferno, la cui esistenza fu celata agli altri membri dell'Organizzazione. Era il centro dirigente costituito da pochi studenti che vivevano insieme in un appartamento di Mosca. Come disse Išutin, ogni membro dell'Inferno doveva vivere «sotto falso nome e spezzare i legami familiari, non sposarsi, abbandonare gli amici che aveva e in genere vivere con un unico ed esclusivo scopo: l'infinito amore e dedizione alla patria e al suo bene». Indifferente a ogni interesse personale, pienamente compreso nel suo compito, doveva «nutrire odio contro odio, malvagità contro malvagità».
Išutin diffuse anche la leggenda dell'esistenza di un Comitato rivoluzionario europeo con il quale l'Organizzazione avrebbe dovuto prendere contatto. Si trattava probabilmente di un tentativo di accreditare al suo gruppo un'autorevolezza che non aveva, dal momento che all'interno dell'Organizzazione stessa non mancarono dissensi sulla condotta da seguire, essendo i loro membri divisi tra una maggioranza che intendeva privilegiare la propaganda e la creazione di scuole e cooperative, come Chudjakov, e il nucleo di Išutin, più inteso all'azione terroristica e all'insurrezione.
Per altro, l'unica azione armata compiuta dall'Organizzazione fu l'attentato allo zar compiuto il 15 aprile 1866 da Karakozov e fu un'iniziativa individuale, presa malgrado il parere contrario degli altri elementi del gruppo. Il suo arresto e le indagini della polizia portarono allo smantellamento della società segreta. Išutin fu condannato a morte e la pena gli fu commutata nei lavori forzati a vita soltanto quando, il 15 settembre 1866, era già salito sul patibolo.
Inviato in Siberia, Išutin finì con l'impazzire e la tubercolosi lo portò alla morte nel carcere di Novaja Kara il 17 gennaio 1879.